# Valiraptor vittatus
Valiraptor vittatus là một loài ruồi trong họ Asilidae. Valiraptor vittatus được Londt miêu tả năm 2002. Loài này phân bố ở vùng nhiệt đới châu Phi.